# 6mミリ波電波望遠鏡

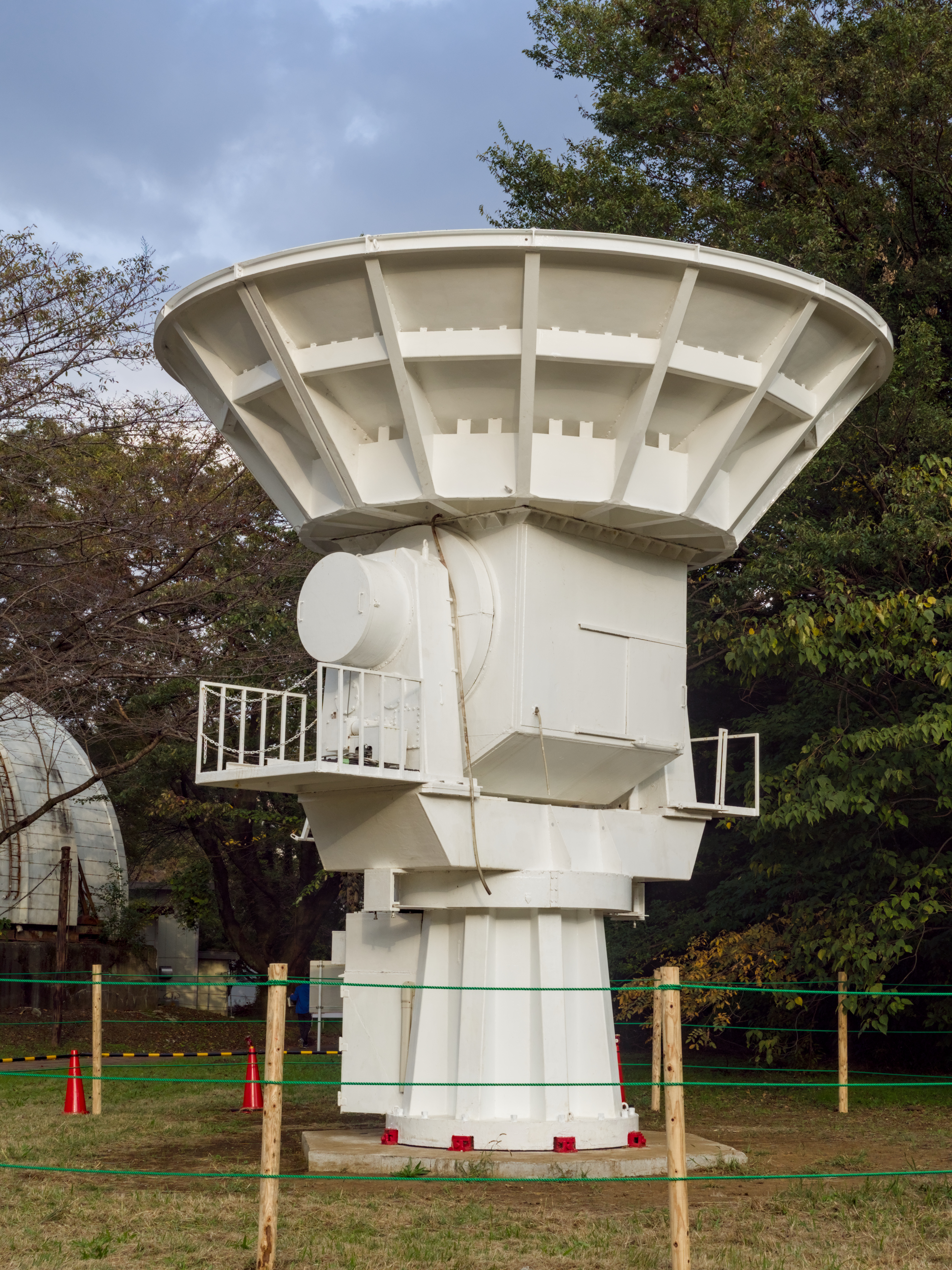

6mミリ波電波望遠鏡（ろくメートルミリはでんぱぼうえんきょう、6mミリ波望遠鏡）は、1970年から2018年まで運用された日本の電波望遠鏡。2018年10月に国立天文台三鷹キャンパス敷地内に移設され、以後保存公開されている。野辺山宇宙電波観測所の45m電波望遠鏡やアルマ望遠鏡、VERAプロジェクトなどの日本の宇宙電波観測発展の礎となった電波望遠鏡として、2020年3月に日本天文学会の定める日本天文遺産に認定された。

## 沿革
1960年代、海外ではオーストラリアのパークス天文台の64m電波望遠鏡やイギリスのジョドレルバンク天文台などの大型電波望遠鏡が既に稼働しており、クエーサーやパルサー、宇宙マイクロ波背景放射など電波領域での新発見が相次いでいた。当時、日本の電波天文学は、太陽電波観測が主流で、宇宙電波の観測には十分な研究環境が整っておらず、郵政省電波研究所（現・国立研究開発法人情報通信研究機構）が茨城県鹿島郡鹿島町（現・鹿嶋市）に持っていた通信用30mパラボラを夜間に借りる「間借り観測」で細々と研究するといった状況であった。
宇宙電波観測には専用の電波望遠鏡が必要不可欠と考えた赤羽賢司、森本雅樹らは、1967年に東洋レーヨンの科学研究助成金に申請した。自身も戦時中に太陽電波観測の経験がある物理学者霜田光一が助成金の審査委員に居たことも功を奏し、800万円の助成金を得ることに成功、6m電波望遠鏡の製作が始まった。架台は法月鉄工所、電波望遠鏡のパラボラアンテナは三菱電機、電波分光器は日本通信機がそれぞれ製作した。1968年に東京都三鷹市の東京大学東京天文台三鷹キャンパス（現・国立天文台三鷹キャンパス）の敷地内で建設が始まり、1970年に、日本初、世界でも3番目のミリ波電波望遠鏡として完成した。
1970年代から80年代前半にかけて、海部宣男らは当時最新鋭のこの望遠鏡を用いて、メチルアミンやパラホルムアルデヒドなどの星間分⼦の発見、オリオン大星雲や天の川銀河中心部のマッピング観測などで成果を上げた。1982年に野辺山宇宙電波観測所の45m電波望遠鏡が完成すると、日本の電波天文学の中心が野辺山へと移動し、6m望遠鏡は観測支援に使われることが増えた。その後、1988年に水沢観測センター（現・水沢VLBI観測所）、1989年に野辺山に移設。さらに1992年に鹿児島県鹿児島市の錦江湾公園に移設され、以降は国内VLBIの一局として、また鹿児島大学の研究グループを中心とした観測研究活動に活用された。2001年にVERA入来観測局が完成した後は、主に鹿児島大学の観測研究活動に使用されていた。
2016年には機器からオイル漏れが起きるなど経年劣化や老朽化も目立ち、運用終了とその後の保存または撤去が検討され始めた。錦江湾公園での保存について国立天文台と鹿児島大学や鹿児島市、鹿児島市教育委員会との間で協議がなされたが、維持費の負担がネックとなり不調に終わった。その後、水沢や三鷹での保存が検討され、三鷹キャンパスで保存されることとなった。2018年9月に運用終了とされた後に三鷹キャンパスへ移送され、2018年10月より保存・公開されている。
2020年1月16日に開催された日本天文学会の代議員総会において、奈良県高市郡明日香村の「キトラ古墳天井壁画」、新潟県三条市の「明治20年皆既日食観測地及び観測日食碑」と共に、2019年度第2回日本天文遺産に認定された。

## 科学成果
- オリオン大星雲における星間分⼦メチルアミンの検出[11]
- オリオン大星雲における星間分子パラホルムアルデヒドの検出[12]
- 天の川銀河中⼼部の星間分⼦ HCN や HCO+によるマッピング観測[13][14]